# Zentralblatt
Zentralblatt ist Namensbestandteil mehrerer Zeitschriften. Wissenschaftliche Zentralblätter sind meist Referateorgane und haben typischerweise die Aufgabe, einen Überblick über aktuelle Veröffentlichungen zu geben, und zwar in Form von Rezensionen und Übersichtsartikeln (Review), von Kurzzusammenfassungen (Abstract) oder rein bibliographischen Daten.

## Beispiele
- Chemisches Zentralblatt, ältestes Referateorgan, 1830 als Pharmaceutisches Zentralblatt gegründet, erschien bis 1969, bedeutend als Repertorium
- Zentralblatt der Bauverwaltung (seit 1880, ab 1931 vereinigt mit der Zeitschrift für Bauwesen)
- Zentralblatt für das Deutsche Reich (seit 1880 herausgegeben vom Reichsamt des Innern)
- Zentralblatt für Bibliothekswesen (seit 1884, ab 1990 vereinigt mit Zeitschrift für Bibliothekswesen und Bibliographie)
- Schweizerisches Zentralblatt für Staats- und Verwaltungsrecht (seit 1900, Fachzeitschrift für Staats- und Verwaltungsrecht)
- Zentralblatt MATH (seit 1931, Abstract-/Review-Dienst im Bereich der Mathematik)
- Zentralblatt für Arbeitsmedizin, Arbeitsschutz und Ergonomie (seit 1950, eine der ältesten Fachzeitschriften für Arbeitsmedizin)
- Zentralblatt für Didaktik der Mathematik (seit 1968, eine der ältesten internationalen Zeitschriften im Bereich Mathematikdidaktik)
- Zentralblatt für Unfalluntersuchung (von 1971 bis 1982 erschienen)